# Ciclosarin
Ciclosarin ou GF (ciclohexil metilfosfonofluoridrato) é um organofosforado sintético extremamente tóxico usado como formulado em {\displaystyle {\ce {CH3P(O)(F)OC6H11}}}. O Ciclosarin é um membro da série-G de agentes nervosos, um grupo de armas químicas descobertos por Gerhard Schrader. O primeiro deles foi o tabun (GA), descoberto durante um trabalho de pesquisa de inseticidas organofosfatos. Em seguida vieram o sarin (GB), o soman (GD) e finalmente ciclosarin, produto de laboratórios de inseticidas comerciais pré-Segunda Guerra Mundial.
Como agentes nervosos, o ciclosarin e seus semelhantes são classificados como armas de destruição em massa pela ONU. 

## Características químicas
Em condições normais de temperatura e pressão, o ciclosarin é um líquido incolor com odor descrito como doce e semelhante ao cheiro de pêssego.
Diferentemente do sarin, o ciclosarin é um líquido persistente, o que significa que possui baixa pressão de vapor e evapora de forma relativamente lenta. 
A 94ºC, o ciclosarin é inflamável.

## História
Inicialmente sintetizado durante a Segunda Guerra Mundial como parte da pesquisa de compostos organofosforados da Alemanha Nazista, o ciclosarin nunca foi produzido em massa devido ao elevado preço de seus precursores químicos em comparação aos precursores do GB, contudo, foi objeto de estudos na década de 1950 na Grã Bretanha e nos Estados Unidos devido ao seu potencial como arma química.